# Vita & Virginia (film)
Vita & Virginia è un film del 2018, diretto da Chanya Button e basato sull'omonima opera teatrale di Eileen Atkins, coautrice della sceneggiatura insieme alla Button.

## Trama
Nel 1922 le scrittrici Virginia Woolf e Vita Sackville-West, entrambe sposate, si incontrano a una festa e tra le due nasce un'amicizia che si trasformerà in una relazione sentimentale durata dal 1925 al 1932. Appassionate, intelligenti e creative, la loro relazione coinciderà con il picco artistico delle scrittrici, prima che le divergenze sulla guerra imminente ed il declino della sanità mentale della Woolf porterà la loro relazione al termine nel 1935. Le due donne resteranno comunque amiche e avranno una fitta relazione epistolare, interrotta soltanto nel 1941 con il suicidio di Virginia Woolf.
Il film racconta quindi, in maniera cinematografica, lo spaccato della relazione amorosa ed amicale tra le due, attingendo e facendo riferimento a parole tratte dal loro carteggio, rivelando l'importanza della relazione tra le due donne dal punto di vista umano ed artistico. Infatti il film termina ricordando, attraverso dei titoli di coda, quanto la scrittura di Orlando e quindi la conoscenza di Vita Sackville-West, abbia determinato una svolta non solo sentimentale, ma anche artistica per Virginia Woolf.

## Distribuzione
La pellicola è stata presentata in anteprima al Toronto International Film Festival il 7 settembre 2018.

## Riconoscimenti
- 2019 - British Independent Film Awards[2]
  - Candidatura per la miglior attrice a Elizabeth Debicki